# 747
Ово је чланак о години 747. Уколико сте тражили чланак о авиону Боинг 747, погледајте чланак Боинг 747.

## Догађаји
- Византијско-арапски ратови: Цар Константин V уништава арапску флоту код Кипра, уз помоћ бродова из италијанских градова-држава, разбијајући поморску моћ Омејадског калифата.
- 15. август – Карломан, градоначелник палате Аустразије, одриче се функције мајордома и повлачи се из јавног живота. Повлачи се у манастир у близини Рима, где га је постригао папа Захарија, а свог брата Пипина Малог оставља као јединог владара Франачког краљевства.
- Бубонска куга избија на Сицилији, Калабрији (Јужна Италија) и Монемвасији (савремена Грчка).
- 9. јун – Абасидска револуција: Абу Муслим Хорасани, персијски војсковођа из Хорасана, почиње отворену побуну против владавине Омејада. Под његовом командом налази се близу 10.000 муслимана, првенствено хорасанских Персијанаца, који су побуну званично почели у Мерву (савремени Туркменистан).
- Кинеске снаге под Гао Сјанжијем побеђују Арапе и Тибетанце, брзим војним експедицијама преко планина Памира и Хиндукуша. Око 72 локална индијска и согдијска краљевства постају Танг вазали. Током наредне две године успоставља потпуну контролу у источној Азији.
- Цар Ксуан Зонг укида смртну казну у Кини, за време династије Танг.
- Царица Комјо оснива будистички храм Шин-Јакуши-ђи у Нари (Јапан).

## Смрти
- Википедија:Непознат датум — Свети Василије исповедник - хришћански светитељ.